# Gökhan Gönül
Gökhan Gönül (n. 4 ianuarie 1985, Bafra, Turcia) este un fotbalist turc care joacă pe postul de fundaș dreapta pentru clubul Beșiktaș din Süper Lig. Gönül joacă de asemenea la echipa națională a Turciei.
Gönül s-a născut în Bafra, Samsun, unde a trăit alături de familia lui înainte de a se muta la Bursa, când Gönül avea șase ani. Unchiul său l-a înscris la echipa de tineret a lui Bursayolspor în 1999, iar Gönül și-a început cariera în fotbal ca portar. Deși a făcut mai multe parade ca portar, el a fost mutat pe poziția de fundaș după ce au fost aduși mai mulți copii la club. La început, Gönül a practicat fotbalul ca pe un hobby. El a început să îl ia mai în serios atunci când antrenorul său, Mehmet Kirazoğlu, l-a luat sub aripa lui și l-a antrenat în particular.

## Tinerețe
Gönül a jucat pe mai multe poziții înainte de a-si găsi poziția pe care dădea cel mai bun randament pe teren, jucând pe rând pe posturile de libero, mijlocaș, și atacant la mai multe grupe de tineret. Gönül a fost căpitanul echipelor între 14 și 16 de la Bursayolspor și a ajutat clubul să facă un egal scor 3-3 cu Bursaspor, marcând trei goluri în timp ce juca pe postul de libero. Hasan Bora, care făcea parte din stafful tehnic al lui Bursaspor la vremea respectivă, a dorit să-l aducă pe Gönül la Bursaspor. Cu toate acestea, după ce a observat faptul că o parte din colegii săi vechi care au plecat la Bursaspor nu s-au adaptat, Gönül a luat-o ca pe un semn rău și s-a împotrivit mutării. Fatih Terim, antrenorul de la Galatasaray, și-a exprimat, de asemenea, interesul pentru Gönül. El l-a invitat pe tânăr la Istanbul, dar Gönül nu a fost de acord să joace nici pentru Galata. În schimb, el a semnat cu Gençlerbirliği la 9 august 2002.

## Carieră
Gönül și-a început cariera la clubul din Ankara din Liga A2. În primul său sezon, a marcat două goluri în 19 meciuri în ligă A2. În următorul sezon, Gönül a fost împrumutat clubului Hacettepe în sezonul 2003-2004, fiind transferat definitiv la sfârșitul sezonului. În primele două sezoane la echipă, Gönül a marcat opt goluri în 48 de meciuri și și-a ajutat clubul să promoveze de două ori consecutiv. Gençlerbirliği l-a transferat înapoi la începutul anului 2005-2006. Cu toate acestea, o accidentare l-a ținut pe tușă timp de câteva luni și nu a reușit să-și facă debutul pentru club. În schimb, a fost împrumutat încă o dată la Hacettepe în pauza de iarnă. Gönül și-a ajutat clubul să promoveze din nou, reușind acest lucru pentru a treia oară în ultimii patru ani. De asemenea, a câștigat premiul pentru cel mai bun jucător din cel de-al doilea eșalon al fotbalului turc. Fenerbahçe l-a transferat înaintea începerii sezonului 2007-2008, înflorind sub comanda antrenorului Zico. După ce a jucat bine în timpul Ligii Campionilor UEFA 2007-2008, și-a câștigat porecla de „Cafu al Turciei”. Echipa sa a ajuns în sferturile de finală ale Ligii Campionilor UEFA pentru prima dată în istoria clubului. Gökhan Gönül și-a extins contractul cu echipa în iunie 2012 până în 2016, încasând un salariu anual de 1,7 milioane de euro.

## La națională

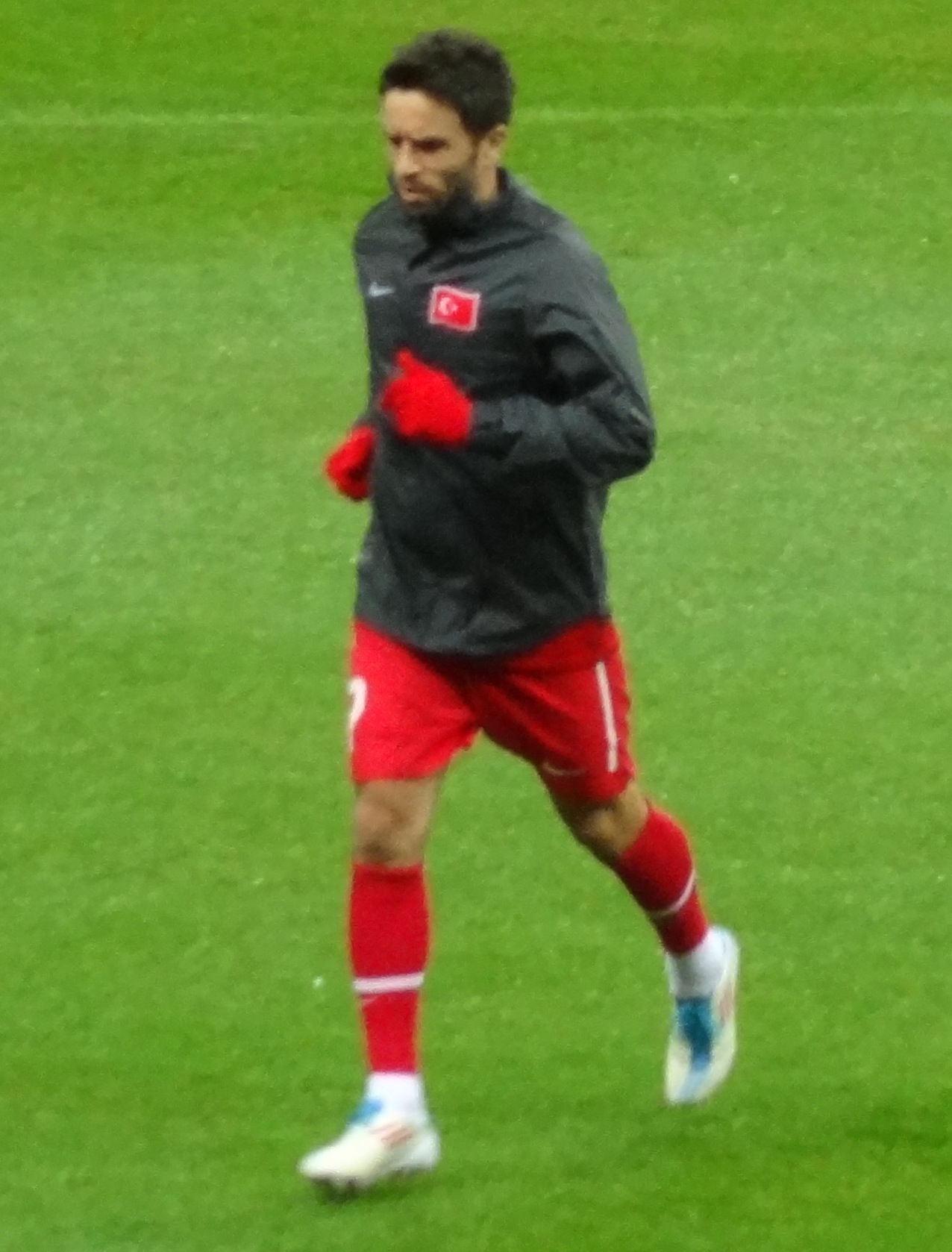
Gönül antrenându-se pentru Turcia pe 11 noiembrie 2011

Gönül nu a jucat niciodată la echipele naționale de tineret ale Turciei. El și-a făcut debutul pentru naționala mare împotriva Norvegiei la 27 noiembrie 2007. Gönül a mai jucat în încă trei meciuri din grupe, dar nu a fost inclus în echipa care a participat la Euro 2008 din cauza unei accidentări.
A făcut parte din echipa națională a Turciei care a jucat la Euro 2016.

## Titluri
Fenerbahçe SK
- Süper Lig: 2010-2011, 2013-2014
- Cupa Turciei: 2011-2012, 2012-2013
- Supercupa Turciei: 2007, 2009, 2014

Beșiktaș JK
- Süper Lig: 2016-2017